# Bernard Guyot
Bernard Guyot (Longjumeau, 19 november 1945 – Péronne, 28 februari 2021) was een Frans wielrenner die als prof reed tussen 1967 en 1974.

## Carrière
In 1964 nam Guyot deel aan de wegwedstrijd op de Olympische Zomerspelen in Tokio, hij finishte als 94e. Bij de amateurs waren zijn belangrijkste overwinningen drie etappes in de Ronde van de Toekomst, in 1965 en 1966 en een etappe en het eindklassement in de Vredeskoers in 1966. Dit zorgde er mede voor dat hij in 1967 zijn eerste profcontract tekende, dit was bij Pelforth-Sauvage-Lejeune. Hij zou twee jaar rijden bij deze ploeg. In zijn eerste jaar boekte hij zijn meeste overwinningen, zes etappes in totaal. Hij won onder andere de achtste etappe in Parijs-Nice. Hij eindigde in het eindklassement als tweede achter de winnaar Tom Simpson. In het najaar van 1967 nam Guyot samen met zijn landgenoot Jacques Anquetil deel aan de Trofeo Baracchi, ze eindigden tweede achter de Belgen Ferdinand Bracke en Eddy Merckx. In diezelfde periode werd Guyot tweede in de Grote Landenprijs, de GP Lugano en de Coppa Agostoni.
In 1968 nam hij voor het eerst deel aan de Ronde van Frankrijk. In het eindklassement eindigde hij op de 27e plaats, van zijn in totaal vijf deelnames aan de Tour was dit zijn beste eindklassering. Eind september 1968 won hij het Circuit d'Auvergne, voor Antoon Houbrechts. Één jaar later boekte Guyot zijn laatste professionele overwinning. Hij zegevierde in de Circuit des Boucles de la Seine, nadat hij Anatole Novak versloeg in een sprint om de zege.
In 1974 stopte hij zijn professionele carrière als wielrenner nadat hij dat seizoen bij Magiglace-Juaneda reed.
Hij overleed in 2021 op 75-jarige leeftijd in het Franse Péronne.

## Privé
De jongere broer van Guyot, Claude is eveneens actief geweest als professioneel wielrenner. Zijn belangrijkste resultaten waren drie etappe overwinningen in de Ronde van de Toekomst in 1966 en 1967. Daarnaast hadden de broers ook een oom, Fernand Etter, die ook professioneel wielrenner was. In 1969 reden zij bij dezelfde ploeg, Sonolor-Lejeune.

## Overwinningen
1965
7e en 13e (ITT) etappe Ronde van de Toekomst
1966
3e etappe (deel A) Vredeskoers
Eindklassement Vredeskoers
7e etappe (ITT) Ronde van de Toekomst
1967
8e etappe (ITT) Parijs-Nice
4e etappe Eibarko Bizikleta
Ronde van de Herault
2e etappe (deel B, ITT) Vierdaagse van Duinkerke
1e etappe Circuit du Morbihan
Eindklassement Circuit du Morbihan
5e etappe (deel A) Ronde van Catalonië
1968
Circuit d'Auvergne
1969
Circuit des Boucles de la Seine

## Resultaten in voornaamste wedstrijden
| Jaar | Ronde van Italië | Ronde van Frankrijk | Ronde van Spanje |
| ---- | ---------------- | ------------------- | ---------------- |
| 1967 |                  |                     |                  |
| 1968 |                  | 27e                 |                  |
| 1969 |                  | 50e                 |                  |
| 1970 |                  | buiten tijd         |                  |
| 1971 |                  | 28e                 |                  |
| 1972 |                  | 81e                 |                  |
| 1973 |                  |                     |                  |
| 1974 |                  |                     | buiten tijd      |

| Jaar | Milaan-San Remo | Gent-Wevelgem | Parijs-Roubaix | Luik-Bast.‑Luik |  | WK op de weg |
| ---- | --------------- | ------------- | -------------- | --------------- |  | ------------ |
| 1967 | 21e             | 45e           | 26e            | 17e             |  | 37e          |
| 1968 | 54e             | 45e           | 39e            | 8e              |  | opgave       |
| 1969 |                 | 32e           |                |                 |  | 12e          |
| 1970 | 92e             |               |                |                 |  |              |
| 1971 |                 |               |                |                 |  |              |
| 1972 |                 | 59e           |                |                 |  |              |
| 1973 |                 |               |                |                 |  |              |
| 1974 |                 |               |                |                 |  |              |

## Ploegen
- 1967 –  Pelforth-Sauvage-Lejeune
- 1968 –  Pelforth-Sauvage-Lejeune
- 1969 –  Sonolor-Lejeune
- 1970 –  Sonolor-Lejeune
- 1971 –  Sonolor-Lejeune
- 1971 –  Sonolor-Lejeune
- 1972 –  Sonolor-Lejeune
- 1973 –  Sonolor
- 1974 –  Magiglace-Juaneda

Wielerploegen van Bernard Guyot
Abrahamian ·
Blevin ·
Bon · 
Catieau · 
Crépel ·
Delberghe ·
Denhez ·
Dewaele ·
Ducasse ·
Etter ·
Gilson ·
Graczyk ·
Guiot ·
B. Guyot · 
C. Guyot ·
Hamy ·
Heintz ·
Maho ·
Mintkiewicz · 
Panagiotis ·
Pérez ·
Quinchon ·
Ravaleu ·
Rébillard ·
Theillière ·
Van de Gehuchte ·
Van Impe ·
Wilhelm · 
Zimmermann
Abrahamian ·
Aimar ·
Bellone · 
Billard ·
Brouwer (tot 15/04) ·
Catieau · 
Dewaele ·
Jensen (tot 31/03) ·
Graczyk ·
B. Guyot · 
C. Guyot ·
Heintz ·
Hendrickx ·
Hoban ·
Jansen ·
Lapébie ·
Mintkiewicz · 
Ravaleu ·
Rébillard ·
Ricci ·

Riotte ·
Teirlinck ·
Theillière ·
Van de Gehuchte ·
Van Impe ·
Wilhelm
Aimar ·
Bellone · 
Bernard ·
Catieau · 
Demeyer ·
Guyot · 
Hézard ·
Hoban ·
Jansen ·
Lapébie ·
Mintkiewicz · 
Molineris ·
Rébillard ·
Ricci ·
Riotte ·
Sanquer ·
Teirlinck ·
Van de Gehuchte ·
Van Impe ·
Van Ryckeghem
Blain · 
Botherel ·
Buslot ·
Catieau · 
Delchambre ·
Fin ·
Guillaume · 
Guyot · 
Hézard ·
Mintkiewicz · 
Molineris ·
Pustjens · 
Rabaute ·
Rébillard ·
Ricci ·
Riotte ·
Roques ·
Sanquer ·
Teirlinck ·
Van Impe ·
Van Ryckeghem